# Leahy (Schiff)
Die Leahy, auch USS Leahy, (Kennungen: DLG-16/CG-16) war ein Lenkwaffenkreuzer der United States Navy und Typschiff der Leahy-Klasse. Benannt ist das Schiff nach dem Admiral William Daniel Leahy.

## Geschichte
Die Leahy wurde 1958 in Auftrag gegeben und Ende 1959 bei Bath Iron Works auf Kiel gelegt. Nach eineinhalb Jahren Bau lief das Schiff vom Stapel und wurde im August 1962 in Dienst gestellt.
Die Leahy führte erste Tests in der Karibik durch, nach deren Abschluss sie ihren Heimathafen in Charleston (South Carolina) anlief. Dort wurde das Schiff Flaggschiff der „Cruiser-Destroyer Flotilla 6“, bis Mitte 1964 folgten weitere Testfahrten. Im Juli 1964 folgte dann der erste Einsatz, als Teil der Kampfgruppe um die Forrestal fuhr die Leahy ins Mittelmeer, wo sie an mehreren Manövern der Navy und der NATO teilnahm. Ende des Jahres endete auch die Mission, 1965 wurden weitere Testfahrten durchgeführt, von 28. April bis zum 7. Mai diente die Leahy außerdem vor der Dominikanischen Republik.
Ende 1965 löste sie die William V. Pratt im Mittelmeer ab, wo sie weitere Manöver durchführte. Dies dauerte an bis April 1966, den Rest des Jahres verbrachte das Schiff mit Trainingsfahrten sowie dem Manöver UNITAS VII in der Karibik, an die sich eine Umrundung des südamerikanischen Kontinents anschloss.
Ab Anfang 1967 begann das Schiff eine Überholung in der Philadelphia Naval Shipyard, während der die Waffensysteme modernisiert worden sind. Am 4. Mai 1968 folgten erste Tests, am 21. August kam die Leahy in ihrem neuen Heimathafen in Norfolk an. Die nächsten zwölf Monate wurden mit Tests verbracht, ab Ende Juli 1969 nahm die Leahy an UNITAS X teil. 1970 begann mit weiteren Manövern. Auf dem Weg zu einer Raketenübung mit John F. Kennedy und Belknap wurden die Schiffe umgeleitet und starteten einen Hochgeschwindigkeitsmarsch ins Mittelmeer, wo in Jordanien ein Bürgerkrieg begann. Der Einsatz dauerte bis Mitte 1971. 1972 folgte die vierte Einsatzfahrt in mitteleuropäische Gewässer. Ende des Jahres folgt eine kleinere Überholung, 1973 dann Übungen.
1974 folgte eine weitere Fahrt ins Mittelmeer, diesmal zu Übungen und Manöver an der Seite der America. 1975 folgte eine Fahrt ins Mittelmeer und ein Besuch in Leningrad, danach die sechste Fahrt ins Mittelmeer. Mitte des Jahres wurde das Schiff von DLG-16 zu CG-16 umklassifiziert. Die sechste war auch die letzte Fahrt der Leahy ins Mittelmeer, denn zu Jahresbeginn 1976 verlegte der Kreuzer nach San Diego, Kalifornien und fuhr in der Pazifikflotte. Im September des Jahres begann das Schiff dann auch eine weitere Überholung in der Long Beach Naval Shipyard, die ein Jahr dauerte. Die zweite Jahreshälfte 1977 wurde dementsprechend mit Testfahrten zugebracht. 1978 folgte erst eine Übung im Pazifik (RIMPAC), dann die erste Einsatzfahrt, wo sie beim Auslaufen aus Yokosuka auf Grund lief und in der dortigen Werft repariert werden musste. Das Jahresende verbrachte das Schiff mit Übungen mit der Constellation. Im Februar 1979 dockte die Leahy wieder in San Diego ein.
1980 nahm die Leahy von Pearl Harbor aus an RIMPAC 80 teil und beginnt im Mai ihre zweite Einsatzfahrt im Pazifik, die sie unter anderem in die United States Naval Base Subic Bay und Singapur führte. Im September bewachte der Kreuzer Midway und Dwight D. Eisenhower während der Geiselnahme von Teheran. Ende des Jahres lief die Leahy schließlich in den Persischen Golf ein und diente als Luftabwehrschiff vor der Küste Saudi-Arabiens. Am 4. Dezember 1980 erreicht das Schiff San Diego. 1981 erfolgte eine Modernisierung der Waffen, unter anderem erhielt die Leahy in der Long Beach Naval Shipyard acht AGM-84 Harpoon.
1983 verlegte die Leahy erneut, unter anderem besuchte sie Hongkong, ein weiteres Mal 1984 mit der Carl Vinson, wobei sie 1985 auch im Persischen Golf fuhr. August 1986 folgte die nächste Pazifikfahrt, wiederum mit der Carl Vinson. Danach folgte eine Überholung in der Long Beach Naval Shipyard.
Nach weiteren Fahrten nahm die Leahy 1992 wieder an RIMPAC teil. Ihre achte und letzte Verlegung begann im Dezember und führte den Kreuzer nach Somalia, wo sie mit Kitty Hawk „Operation Restore Hope“ unterstützte. Zu Beginn des Jahres 1993 verlegte sie in den Persischen Golf.
Am 1. Oktober des Jahres wurde die Leahy außer Dienst gestellt und der Reserveflotte in der Suisun Bay zugeteilt. Dort lag das Schiff bis 2004, als es nach Beaumont (Texas) geschleppt und dort von der „International Ship Recycling“ abgebrochen wurde.